# اچ‌ام‌اس آنداین (آر۴۲)
اچ‌ام‌اس آنداین (آر۴۲) (به انگلیسی: HMS Undine (R42)) یک کشتی است. این کشتی در سال ۱۹۴۳ ساخته شد.